# Nicolas Derosiers
Nicolas Derosiers (ou Derosier, ou Desrosiers, ou la Vigne ou Martin de la Vigne, ca.1645 – après 1702), est un guitariste, compositeur, éditeur et théoricien hollandais d'origine française.

## Biographie

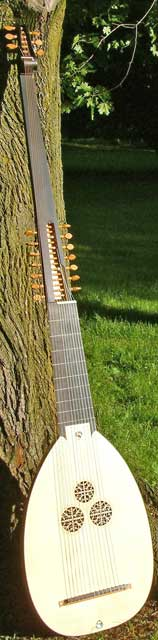
Théorbe à trois rosaces.

Né à Chalon-sur-Saône, Nicolas Derosiers a passé la majeure partie de sa vie aux Pays-Bas si l'on en croit le nombre de ses œuvres publiées à Amsterdam.
Il commence sa carrière de musicien en 1665 en tant que fifre chez les mousquetaires et participe fréquemment aux festivités de la cour du roi Louis XIV.
En 1667 il rejoint un collegium musicum en compagnie, notamment, du compositeur et violoniste Charles Rosier (avec qui il ne semble pas être parent), de Hendrik Anders et de Nicholaas Ferdinand Le Grand. il devient alors, la même année, citoyen d'Amsterdam sous le nom de Nicolas Martin de la Vigne des Rosiers.
On sait que Derosiers possédait au moins un théorbe à trois rosaces fabriqué par la luthier Mauris Wiltschut, habitant Pieter Jacobszstraat à Amsterdam, et qu'il a prêté cet instrument au compositeur et musicien Jean-Claude Gillier. À la suite de la faillite de ce dernier, Derosiers lui a racheté deux violes de gambe et un théorbe.
Il se marie avec Anne Pointel dont le frère, Antoine, est musicien, compositeur, luthier et imprimeur à Amsterdam.
Les deux hommes vont coopérer de 1687 à 1691 en tant qu'imprimeurs et éditeurs ; cette période correspond à la fin du Siècle d'or néerlandais. Derosiers, qui prend soin des impressions, emploie alors un système de notation pour guitare qui lui est propre ainsi qu'une fonte arrondie qu'il a lui-même créée et Pointel s'occupe des ventes dans son magasin surnommé Au Rosier en l’honneur de son célèbre partenaire. Ils y éditent principalement les œuvres de Corelli, de Colasse, de Louis Grabu, de Visée, les chants et orchestrations des opéras de Lully ainsi que les propres compositions de Derosiers.
On pense que Derosiers a collaboré avec d'autres éditeurs hollandais, notamment avec Jean Stichter et qu'il a aussi vécu à Manheim et à Anvers (1688, 1689 et 1696).
Il serait resté à Amsterdam jusqu'à ca.1700.
Parmi ses œuvres on compte des méthodes et des pièces de musique de chambre.

## Œuvres
La plupart de ses œuvres connues ont été imprimées à Amsterdam ; la majorité d'entre elles ont aujourd'hui disparu. En 1692, Antoine Pointel vend son stock à Victor Amadée de Chevalier qui, lui-même le revend (1698?) à Estienne Roger.
- 12 ouvertures (op.5, La Haye 1688)[4]
- Psalm 150, 1v, bc in Essai de critique où l’on tâche de montrer en quoi consiste la poésie des Hebreux pour voix et basse continue (Amsterdam, 1688)[4]
- Les princeps de la guitarre (Amsterdam, 1688, réimprimé à Bologne Ed. Arnaldo Forni en 1975)[4]
- La Fuitte du Roy d'Angleterre pour deux flûtes & basse de viole ou deux violons & basse continue, imprimé par Antoine Pointel (Amsterdam, 1689)[6]
- VII (VIII?) Concerts ou ouvertures: allemandes, sarabandes, etc., (ca.1690), perdu
- Les principes de la Guitarre Composez par M. Nicolas Derosiers imprimé par Antoine Pointel (Amsterdam, 1690 & 1694)[7]
- Les Principes pour apprendre à jouer de la Guitarre par M. Nicolas Derosiers, (Paris, 1689)[8]
- Nouveaux principes pour la Guitare par M. Derosiers (Paris, éd. Christophe Ballard, 1699)[4]
- Suittes en trio pour les flûtes, violons et hautbois (1703), perdu
- O vos omnes (Darmstadt)
- l’Assemblée, pièce traditionnelle composée pour rassembler les mousquetaires[1]
- Recueil de Pièces pour Guitarre[9] disponible au Conservatoire royal de Bruxelles sous la réf. Ms.5.615
- Ouvertures, Alamandes, Sarabandes, Courantes, Guigues etc. à 3 et 4 Parties pour la flute, le violon & le hautbois"[10]